# Stanisław Tobolczyk
Stanisław Andrzej Tobolczyk (ur. 3 lutego 1927, zm. 29 października 2020) – polski architekt, prof. nzw. dr hab. inż. arch.

## Życiorys
Więzień obozu koncentracyjnego KL Stutthof. W 1951 ukończył studia na Wydziale Architektury Politechniki Warszawskiej, w 1969 obronił pracę doktorską, następnie uzyskał stopień doktora habilitowanego. Otrzymał tytuł profesora w zakresie nauk technicznych. Pracował na Wydziale Architektury Politechniki Warszawskiej.
Zmarł 29 października 2020. Pochowany na Cmentarzu Wojskowym na Powązkach w Warszawie (kwatera GII-4-6).

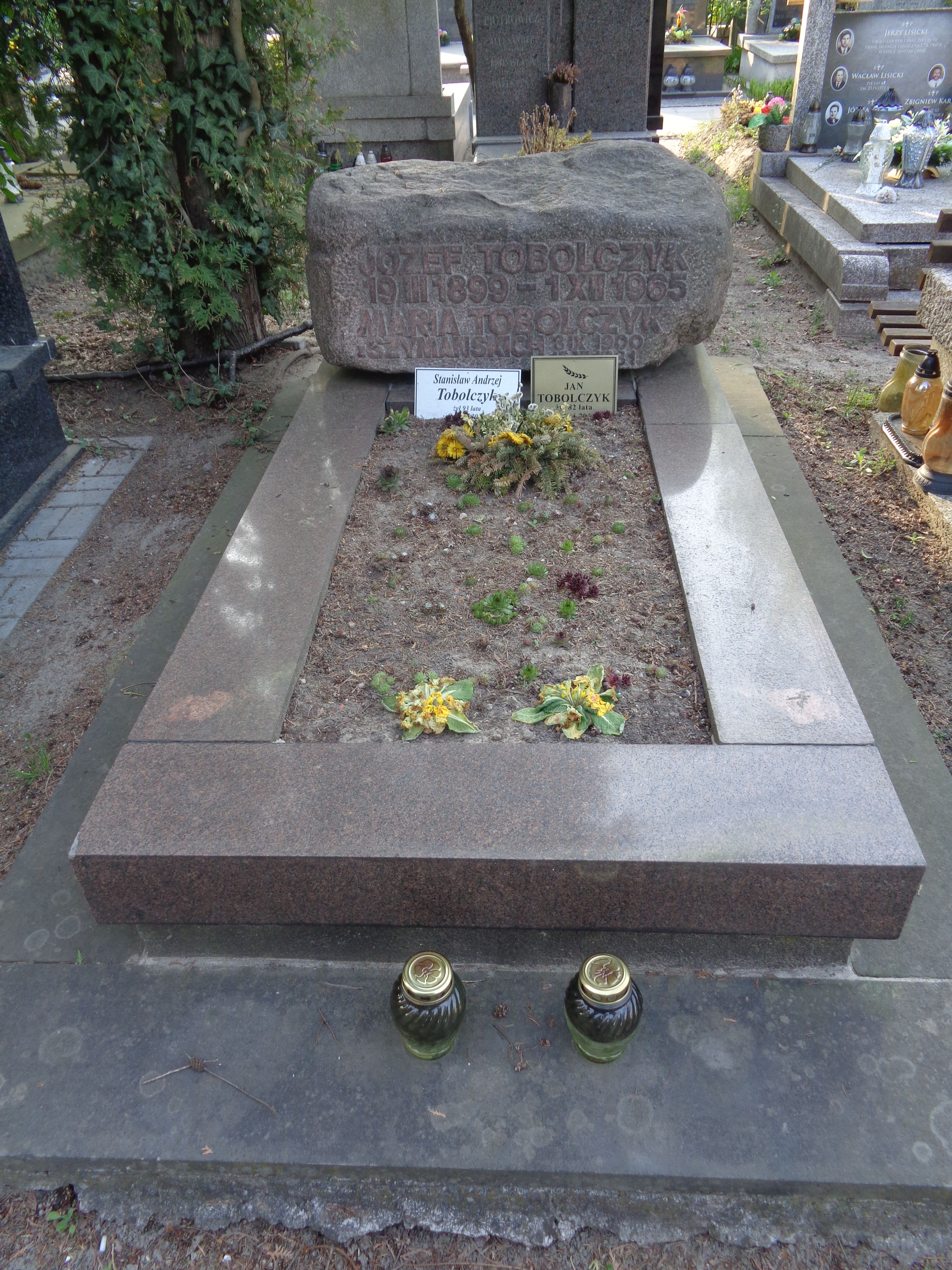
Nagrobek Stanisława Andrzeja Tobolczyka na Cmentarzu Wojskowym na Powązkach